# Short Shorts TV
『Short Shorts TV』（ショート・ショーツ・ティヴィー）は、2008年3月31日から同年12月26日まで、テレビ神奈川で放送されていたテレビ番組である。

## 概要
横浜みなとみらいの短編映画館「ブリリア・ショートショートシアター」より、世界各国の短編映画の情報とその魅力を紹介する番組として放送された。

## 放送時間
- 月曜日 - 木曜日：24:00 - 24:10（JST、2008年3月31日 - 同年6月26日）
- 金曜日：24:10 - 24:15（JST、2008年7月4日 - 同年12月26日）

## ナビゲーター
- 別所哲也
- 矢田しのぶ